# JR貨物UV50A形コンテナ
UV50A形コンテナ（UV50Aがたコンテナ）は、日本貨物鉄道（JR貨物）輸送用として籍を編入している30ft私有コンテナ（通風コンテナ）である。
1989年度より製造された。
形式の数字部位 「 50 」は、コンテナの容積を元に決定される。このコンテナ容積50㎥の算出は、厳密には端数四捨五入計算の為に、内容積49.5 - 50.4㎥の間に属するコンテナが対象となる。
また形式末尾のアルファベット一桁部位 「 A 」は、コンテナの使用用途（主たる目的）が「普通品の輸送」を表す記号として付与されている。

## 番台毎の概要

### 30000番台
30001 - 30009・30011
日本石油輸送所有。横浜ゴム借受。
30010
日本石油輸送所有。ヤマト運輸借受。